# Veranda (음반)
《Veranda》는 2014년 10월 31일에 발매된 랍티미스트의 정규 4집 앨범이다.

## 수록곡
1. Veranda
2. 유부남 진 (Feat. D.C)
3. 지나가던 길에 (Feat. 김하얀)
4. Echo
5. 씨 (Feat. Carmine Ioanna)
6. 303 drum
7. 잘됐어 (Feat. 탁 of 배치기, 지종환, DJ SQ)
8. Nest
9. 이미 (Feat. Paxy)
10. 떠오름
11. 의심병 (Feat. Teth, 지종환)
12. Memoria
13. Ma Day
14. 베개
15. 지나가던 길에 Remix (Feat. D.C)